# Aeroportul Cape Romanzof LRRS
Aeroportul Cape Romanzof LRRS (IATA: CZF, ICAO: PACZ, FAA LID: CZF) este un aeroport din Alaska, Statele Unite ale Americii. Aeroportul a fost tranzitat în 2019 de 154 de pasageri.
Situat la o altitudine de 141 m, aeroportul dispune de 1 pistă.

## Infrastructură

### Piste
Aeroportul dispune de o singură pistă. Pista 02/20 are suprafața de pietriș și dimensiunile 3.955 picioare × 135 picioare. 